# Festival da Lua
O Festival da Lua (chinês tradicional: 中秋節; chinês simplificado: 中秋节; pinyin: Zhōngqiūjié; taiwanês: Tiong Chhiu; cantonês: dzong1 tsau1; coreano: Ch'usǒk ou Chuseok, 추석/秋夕; japonês: Tsukimi, 月見/つきみ; vietnamita: Tết Trung Thu) é também conhecido como Festival de Meio do Outono. Na Malásia e em Singapura, é algumas vezes conhecido como Festival da Lanterna, parecido em nome com um festival diferente que cai no décimo quinto dia do Ano-novo Budista. É uma celebração popular na Ásia para celebrar a abundância e a união.
O Festival da Lua acontece no 15º dia do 8º mês lunar do calendário chinês (normalmente em meados de setembro no calendário gregoriano), que coincide com o equinócio de outono do calendário solar. Esse é o momento ideal, quando a lua está cheia e em seu maior esplendor, para comemorar a colheita do verão.

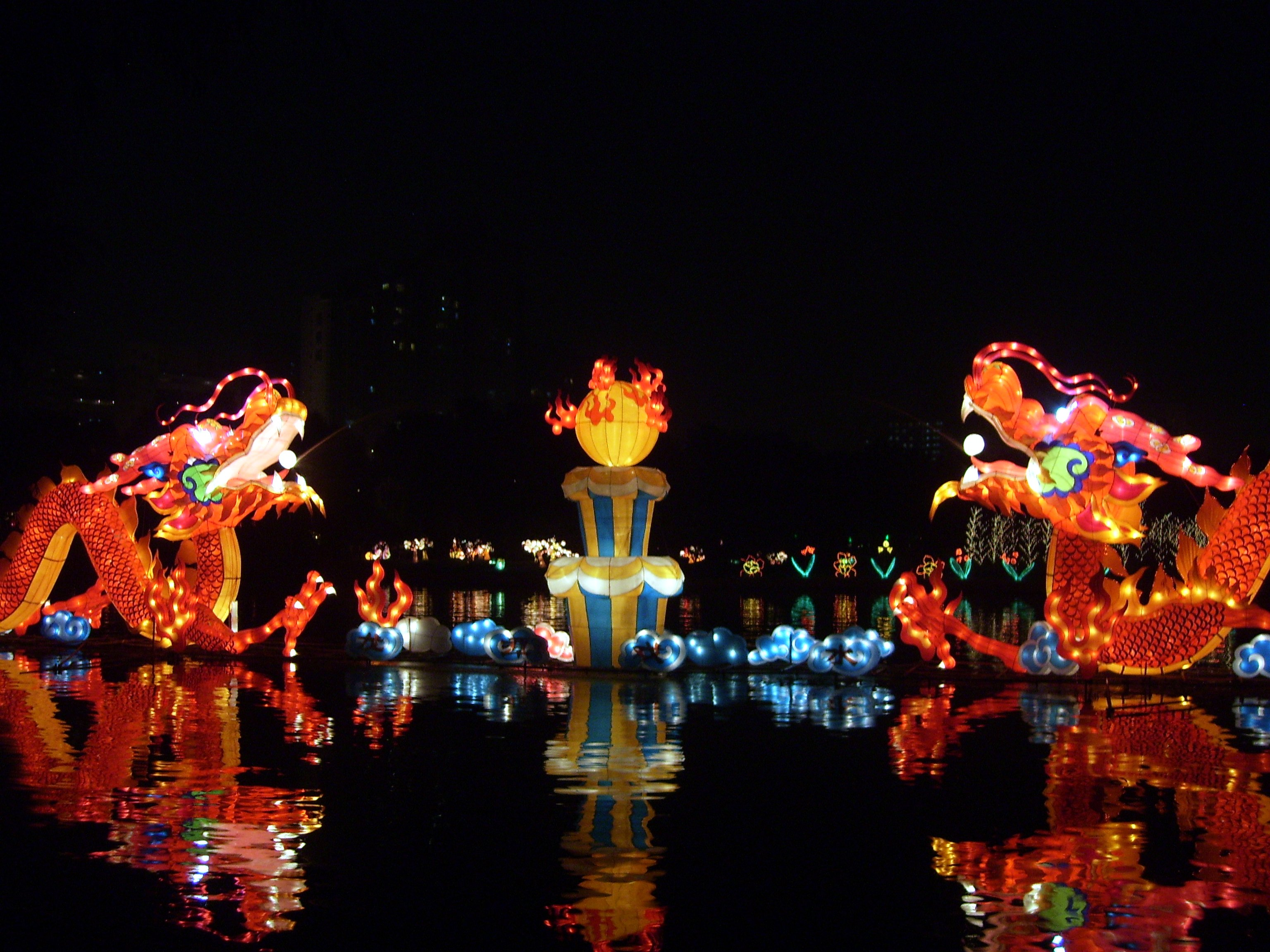
Festival da Lua em Pequim, na China.